# メルキゼデク
メルキゼデク（ヘブライ語: מלכי-צדק）とは旧約聖書の登場人物で、『創世記』（14:18）にて「いと高き神の祭司」、並びに「サレムの王」として紹介されている。『詩篇』（76:2）の記述などを根拠に、「サレム」は伝統的にエルサレムと同一視されている。元来はサレムの王であり司祭だったといわれ、アブラハムにカバラを伝授したとされる。

彼の名前はウガリットの文書に記されていたカナンの神ツェデクに由来しているのだが、この「ツェデク」は王の称号、あるいは異名として代々エルサレムの王に引き継がれていたと見られ、実際、『ヨシュア記』（10:1）にはアドニ・ツェデク (אדני-צדק) がエルサレムの王として登場している。

## メルキゼデクとアブラハム

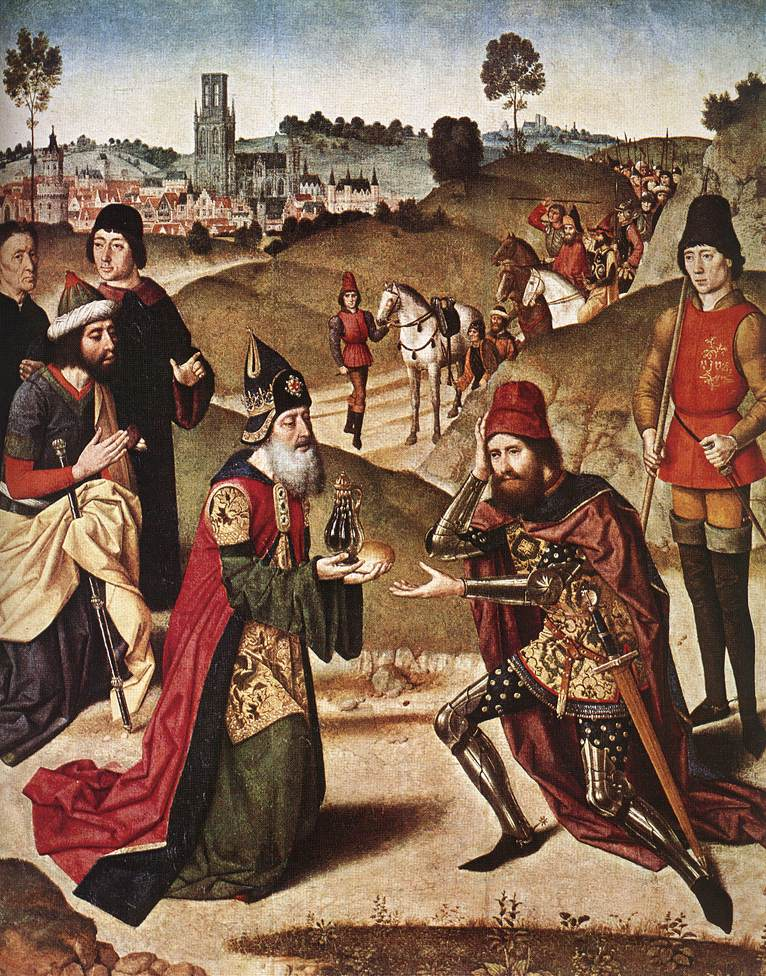
『アブラハムとメルキゼデクの会見』 ディルク・ボウツ 1464-1467

『創世記』によれば、アブラハムがエラムの王と盟友による連合軍との戦いに勝利し、ソドムの捕虜と財産、さらには甥のロトを救出して帰還した際、彼を祝福するためにメルキゼデクはパンとぶどう酒を持って現れる。
この記述は、アブラハムの子孫にはカナンの相続権が確約されているとする伝統的な教義の下地になっている。だが、この経緯にまつわる一連の描写から読み取れることは、アブラハムとメルキゼデクが互いに敬意をもって接していたこと、両者の宗教的な信条（至高の神に対する信仰）が一致していたことくらいであろう。それどころか、アブラハムの神とメルキゼデクの神それぞれの様式の微妙な相違を双方ともが認識していたとも受け取れるのである

## 『創世記』外での解釈
メルキゼデクの名前は『創世記』だけでなく、『詩篇』においてもわずかながら触れられている。
注釈家の多くはこの章句を、メルキゼデクの名前が隠喩として用いられることで、イスラエルの王による磐石な王権が象徴されていると見ている。また、この詩をユダの王ヨシャファトと関連付ける者もいる。
ハザルはメルキゼデクとセム（ノアの息子）を同一人物と見なし（セムはアブラハムの9代前の先祖であるが創世記の記述から逆算するとセムはアブラハム死亡時にはまだ存命であった）、セムからアブラハムに祭司職が譲られたと考えている（『ネダリーム』 32.2 『ベレシート・ラッバー』 50.6）。また、ミドラーシュによれば、エルサレムという都市名の決定においてもメルキゼデクは重要な役割を果たしているという。エルサレムには後に「神殿の丘」と呼ばれる山があったのだが、その山はイサクの燔祭が行われた場所とされている。アブラハムはその山を畏怖心を込めて「イェラエ」（畏怖）と名付けている。一方のメルキゼデクは「サレム」（平和）と呼んでおり、この両者が結び付いて「エルサレム」という名称が完成したとされている。
アレクサンドリアのフィロンは、メルキゼデクの姿の中にロゴスの顕現を見ている。初期のキリスト教徒もその観点を継承し、ロゴスたるメルキゼデクを、父も母もいなければ初めも終わりもない正義の王、平和の王、そして永遠の祭司として理解していた（『ヘブライ人への手紙』）。

## 聖書外典
グノーシス派からは、平和と正義を司る天使とされ、偽典とされる第二エノク書では、天使軍団の力天使に所属している天使とされる。